# Paul Krennwallner

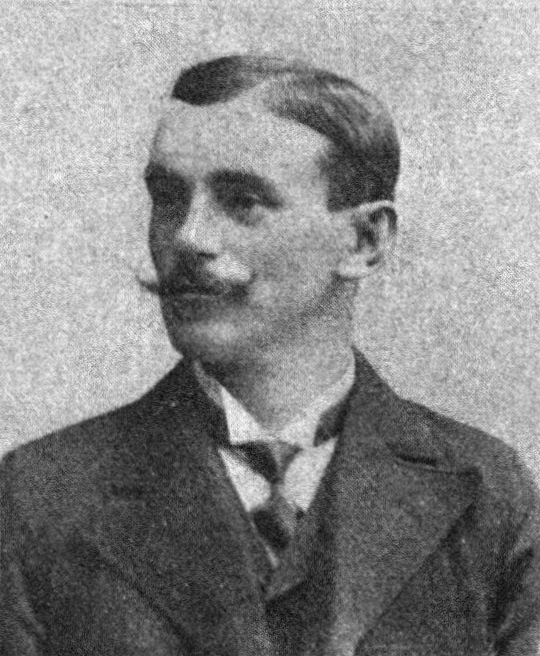
Paul Krennwallner

Paul Krennwallner (* 5. Oktober 1876 in Salzburg-Itzling; † 19. September 1914 ebenda) war ein österreichischer Politiker (CS) und Landwirt. Er war von 1907 bis 1914 Abgeordneter zum Österreichischen Abgeordnetenhaus (Wahlkreis Salzburg 5) und ab 1909 als Vertreter des Großgrundbesitzes Abgeordneter zum Salzburger Landtag.
Neben seiner Abgeordnetentätigkeit wirkte Krennwallner ab 1906 als Mitbegründer und Vizepräsident des Katholischen Bauernbundes, 1909 übernahm er zudem die Vizepräsidentschaft der Landwirtschaftsgenossenschaft in Salzburg. Er setzte sich als Politiker insbesondere für die Anliegen der Landwirtschaft ein.